# Светски клупски изазов у рагбију 13 2024.
24.2.2024. на стадиону "ДВ", у Вигану, Ширем Манчестеру, одиграна је утакмица за титулу клупског првака Света у рагбију 13. 
Енглески представник "Виган вориорси" победили су, аустралијског представника "Пенрит Пантерсе", резултат је био 16-12. Тако је Виган дошао до 5. титуле првака Света и 126. пехара у богатој клупској историји.

Било је ово 30. издање такмичења "Светски клупски изазов", а Виган вориорси су се овим успехом изједначили са аустралијским рагби 13 гигантом "Сиднеј рустерсима", по броју светских титула. Обе екипе имају пет пехара у клупским музејима.

## Позадина
У 2023. години Виган је имао успешну сезону и био победник Суперлиге, пошто је у великом финалу на стадиону "Олд Трафорд" победио "Сеинт Хеленс". Виган вориорси су већ играли у 8 Светских клупских изазова, 4 пута су победили и 4 пута изгубили. Виган је освајао Светски клупски изазов 1987, 1991, 1994, 2017. 
У 2023. години Пенрит пантерси су пети пут у клупској историји победили у НРЛ-у. Допутовали су у Аустралију и вежбали у тренинг кампу Манчестер Ситија. Маркетинг и најава утакмице су кренули у децембру. Цене улазница су биле 28 фунти за пунолетне грађане и 16 фунти за децу. 10 000 улазница је продато првог дана продаје и још преко 14 000 карата до почетка утакмице.

## Детаљи утакмице
Виган вориорси  - Пенрит пантерси  16-12 
- Гледалаца: 24 091
- Судија: Лијам Мур
- Помоћне судије: Џони Робертс, Ричи Томпсон
- Играч утакмице: Беван Френш

Стрелци:
- Поени за Виган:

- Есеји: Абас Миски, Крус Леминг, Џејк Вардл
- Голови: Хари Смит

- Поени за Пенрит:

- Есеји: Нејтан Клири, Дилан Едвардс
- Голови: Нејтан Клири

Статистика утакмице:
- Посед лопте: Виган 47%, Пенрит 53%
- Укупно сетова: Виган 38 %, Пенрит 36%
- Укупно тркова: Виган 129, Пенрит 143
- Пробијања одбране: Виган 2, Пенрит 2
- Офлоудови: Виган 6, Пенрит 9
- Обарања: Виган 325, Пенрит 341
- Грешака: Виган 5, Пенрит 10.

Састав Вигана:
- Тренер: Мет Пит

Играчи:
Прва постава:
- Џеј Филд
- Абас Миски
- Адам Кејран
- Џејк Вардл
- Лијам Маршал
- Беван Франш
- Хари Смит
- Мајк Купер
- Бред Онил
- Лијам Бирн
- Вили Иса
- Лијам Фарел
- Кејд Елис

Резерве:
- Патрик Маго
- Крус Леминг
- Тајлер Дупри
- Харви Хил

Састав Пенрита:
Тренер: Иван Клири
Играчи:
Прва постава:
- Дилан Едвардс
- Суниа Турува
- Изак Таго
- Тајлан Меј
- Брајан То
- Џек Кол
- Нејтан Клири
- Мосес Леота
- Мич Кени
- Џејмс Фишер Харис
- Лук Гарнер
- Лијам Мартин
- Иса Јео

Резерве:
- Тироне Пичи
- Линдсеј Смит
- Лијам Хенри
- Мет Ајсенхут

| Клупски прваци Света у рагбију 13.                          |
| ----------------------------------------------------------- |
| Виган вориорси 5. титула клупског првака Света у рагбију 13 |

## Видео снимци
- Снимак целе утакмице Светско клупског изазова 2024.

[]
- Кратак преглед Виган-Пенрит 16-12

[]
- Дужи преглед Виган-Пенрит 16-12 (10-12, 6-0)

[]